# Theater Magdeburg

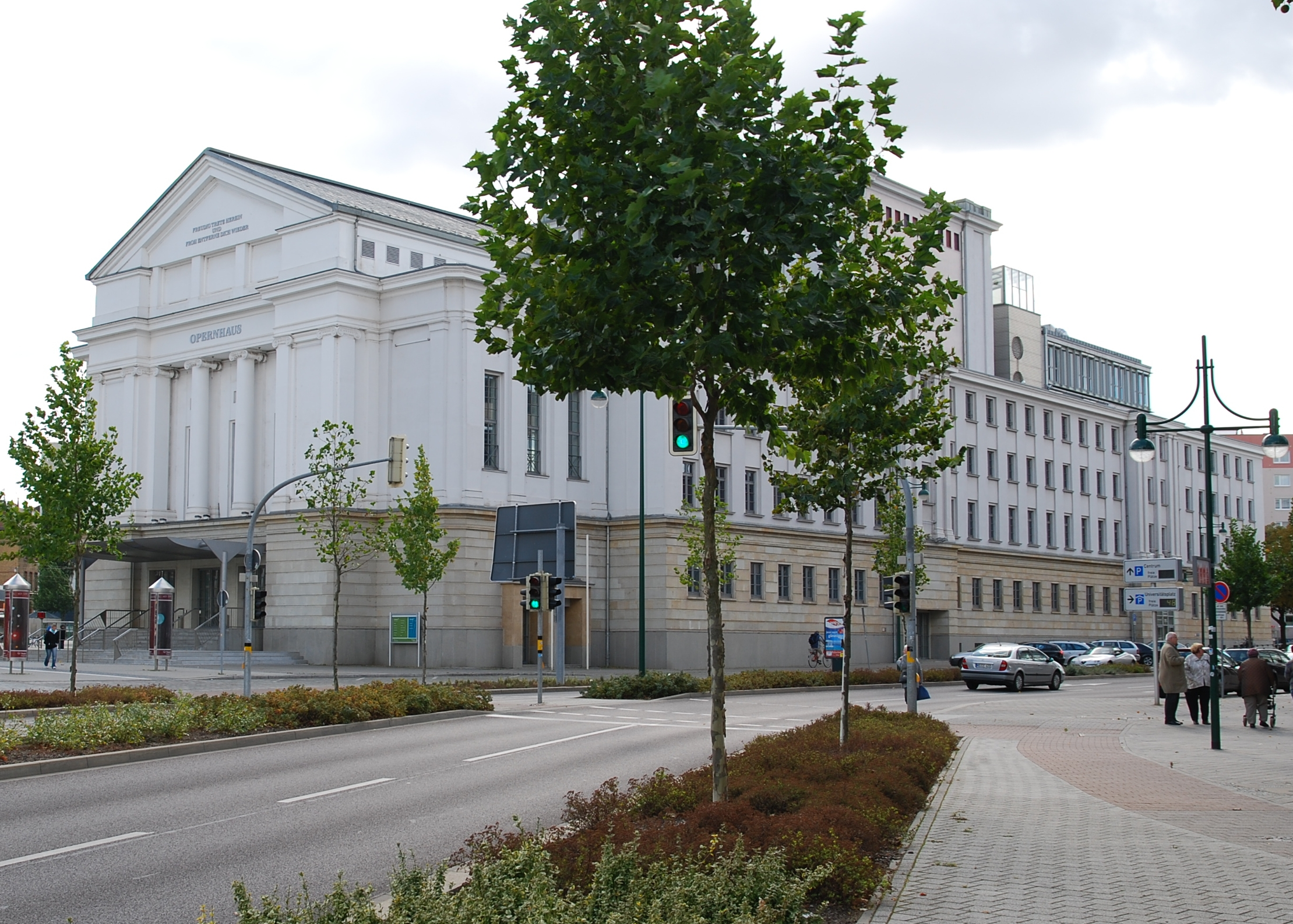
Das Opernhaus am Universitätsplatz

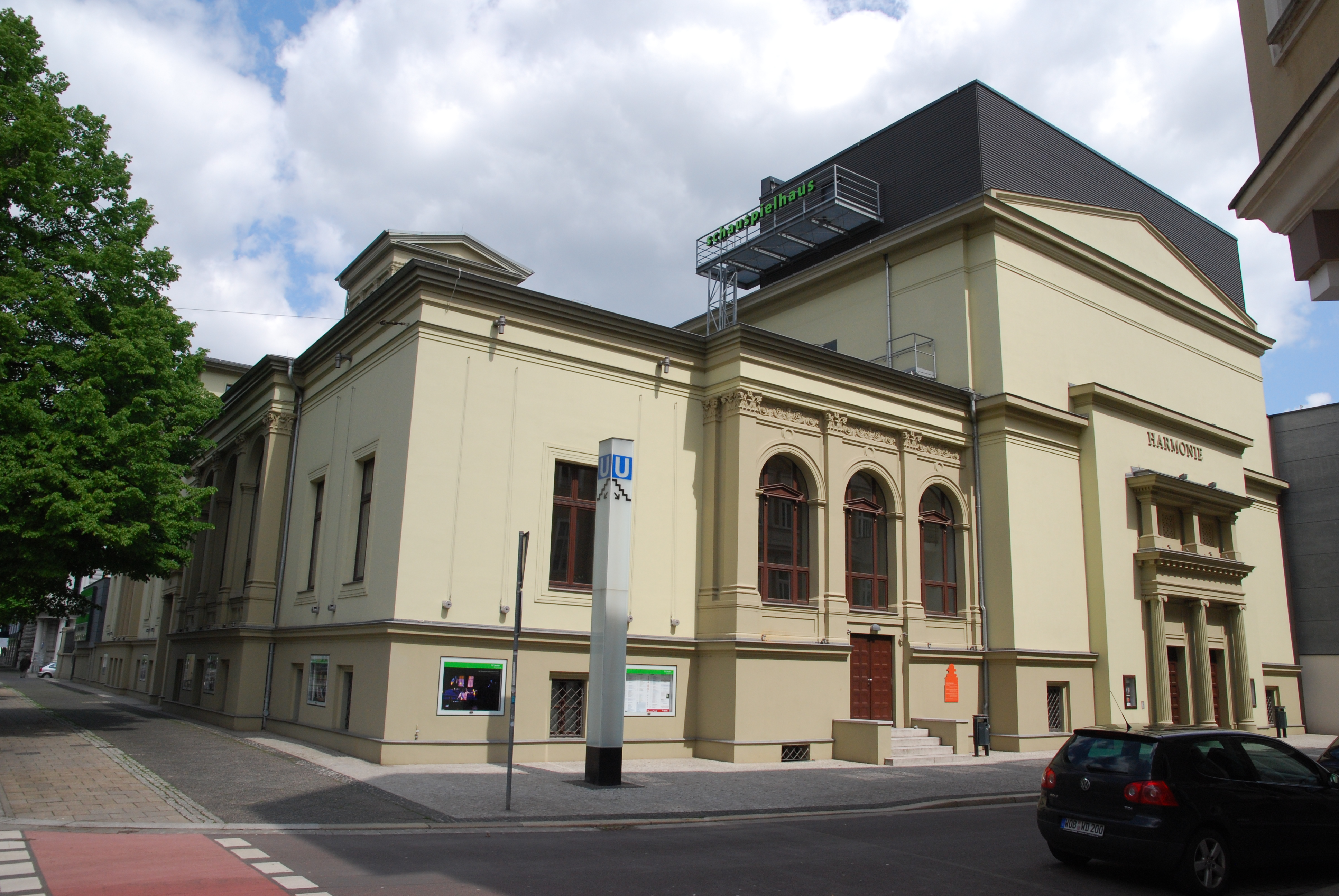
Das Schauspielhaus in der Otto-von-Guericke-Straße

Das Theater Magdeburg ist ein Viersparten-Theater mit eigenen Ensembles für Musiktheater, Ballett, Konzert und Schauspiel in Magdeburg. Es entstand 2004 aus der Fusion des Theaters der Landeshauptstadt und der Freien Kammerspiele. Es verfügt mit einem Opern- und einem Schauspielhaus über zwei Standorte in Magdeburg.

## Geschichte
Das Opernhaus wurde 1907 als Centraltheater eröffnet. Zunächst wurde es als Varietétheater benutzt, ab 1922 war es dann eine reine Operettenbühne. Nach der Zerstörung im Zweiten Weltkrieg erfolgte am 21. Dezember 1950 die Wiedereröffnung unter dem Namen Maxim-Gorki-Theater. Nachdem ein Brand, dessen Ursache vermutlich Brandstiftung war, am 20. Mai 1990 einen Großteil des Bühnenraums zerstört hatte, wurde es für 120 Mio. DM renoviert und am 4. Oktober 1997 als Theater der Landeshauptstadt wiedereröffnet.
Das Schauspielhaus war ursprünglich die Stadtvilla des Industriellen Ferdinand Friedrich August Klusemann und wurde 1906 an die Harmonie-Gesellschaft verkauft. Diese baute sie zu einem Gesellschaftshaus aus, in dem Tanzveranstaltungen, Klubabende und Konzerte stattfanden. Ab 1945 wurde das Haus als provisorische Spielstätte für das Theater genutzt und Anfang der 1960er Jahre in Magdeburger Kammerspiele umbenannt. Nach 1990 wurde das Haus zunächst eigenständiges Theater mit festem Ensemble unter dem Namen „Freie Kammerspiele“. Im Mai 2003 wurde es für eine umfangreiche Sanierung geschlossen; während der Umbauzeit diente die ehemalige Reichsbank am Dom als Spielstätte. Im September 2005 erfolgte die Wiederöffnung, jetzt als „Schauspielhaus“ des fusionierten Theaters Magdeburg.
Bis 1944 war das wichtigste Theater in Magdeburg das Stadttheater. Weitere einmal zu den städtischen Bühnen gehörende Theater waren das Viktoriatheater und das Wilhelmtheater.
2009 wurde Generalintendant Tobias Wellemeyer mit dem Deutschen Kritikerpreis ausgezeichnet.
Seit der Spielzeit 2022/2023 leitet Julien Chavaz als Generalintendant das Theater Magdeburg.

## Spielstätten
- Opernhaus (Universitätsplatz): Große Bühne, Podium
- Schauspielhaus (Otto-von-Guericke-Straße): Große Bühne (seit 2022 Kammer 1), Studio (seit 2022 Kammer 2), Foyer (seit 2022 Kasino)
- DomplatzOpenAir-Sommertheater: Domplatz

## Theaterleitung
Stand: Juli 2025
- Generalintendant: Julien Chavaz

Logo des Theaters Magdeburg

- Verwaltungsdirektorin, stellv. Generalintendantin: Bettina Pesch
- Schauspieldirektorium: Clara Weyde, Bastian Lomsché, Clemens Leander
- Ballettdirektor: Jörg Mannes
- Generalmusikdirektor: Christian Øland
- Chefdramaturgin Musiktheater: Ulrike Schröder
- Leiter Marketing: Andreas Drabe
- Pressereferentinnen: Lisa Dressler/Kathrin Singer
- Orchestermanager: Joachim Hildebrand

## Generalintendanten
- 2004–2009: Tobias Wellemeyer
- 2009–2022: Karen Stone
- seit 2022: Julien Chavaz

## Repertoire

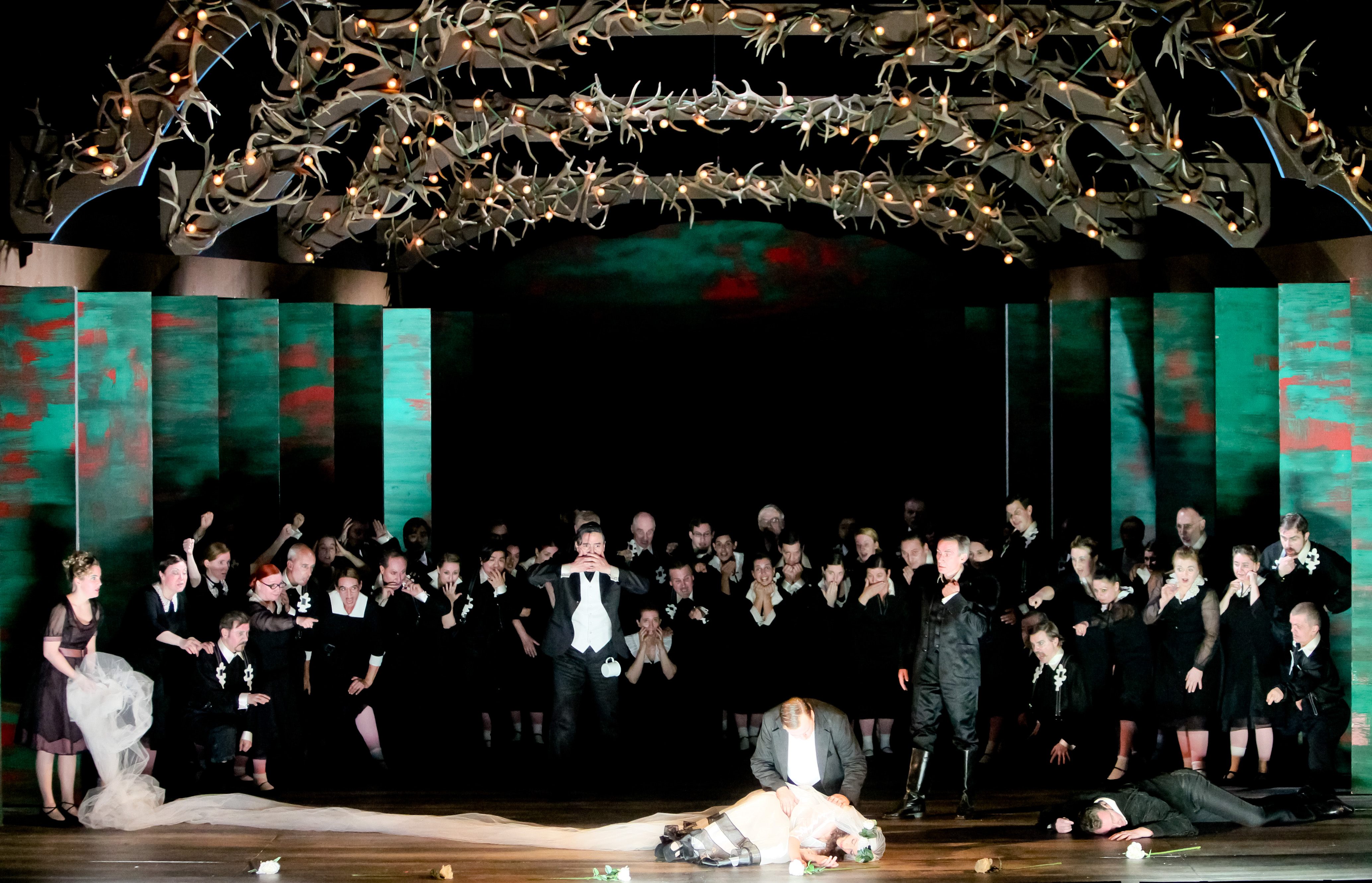
Inszenierung von Der Freischütz

Die bisherigen Inszenierungen sind in der Liste der Inszenierungen des Theaters Magdeburg aufgeführt.

### Musiktheater
- Opernhaus Magdeburg: Oper, Operette, Musical
- Klassisch-romantisches Repertoire und neuere Stücke, Kammeropern

### Ballett
- überwiegend klassisch ausgerichtete Compagnie
- Festival „Tanzfest“ mit neuen Stücken (Workshops, Diskussionen und Ballettgala)

### Schauspiel
- Schwerpunkt Gegenwartsdramatik, viele Uraufführungen und deutschsprachige Premieren, daneben Klassikerinszenierungen

### Philharmonie
- Magdeburgische Philharmonie: 10 Sinfoniekonzerte pro Saison, 6 Kammerkonzerte
- zahlreiche Zusatzkonzerte beispielsweise in der Weihnachtszeit
- klassisch-romantisches Repertoire, moderne Klassik und neue Musik

### Sonderveranstaltungen, Gastspiele, Vermittlung
- Premierenfieber (Einführungsveranstaltungen zu Musiktheater-, Ballett- und Schauspielpremieren sowie ausgewählten Themen in Wort und Musik)
- Einblick (Dramaturgengespräch vor ausgewählten Vorstellungen) und Nachgespräch (Publikumsgespräch mit Mitwirkenden nach ausgewählten Vorstellungen)
- Nah dran (öffentliche und kommentierte Proben), Wir, das Ballett (Gesprächsreihe mit dem Ballettdirektor)
- Premierenfeiern
- Sidekicks (ungewöhnliche Formate, Lesungen, Nachgespräche, Geschichten der besonderen Art und jede Menge Überraschungen)
- Gastspiele im Opern- und Schauspielhaus
- Magdeburger Allerlei (Kochshow mit Prominenten aus dem Magdeburg Stadt- und Theaterleben)
- Theaterjugendclub
- Vermittlungsangebote für Lehrkräfte
- Bürgerensemble
- Kerben – Open Stage (Für alle, die Musik live hören oder machen wollen)
- Jazz! (im Schauspielhaus, jeden dritten Montag im Monat, es traten regelmäßig vor allem jüngere Jazzmusiker und -bands auf, 1990 von Warnfried Altmann initiiert), bis 2016

### Junges Theater
- seit der Spielzeit 2022/2023 werden Inszenierungen für 'Junge Zuschauer' den oben genannten Sparten zugeordnet
- bis Spielzeit 2013/2014: „Theater für junge Zuschauer“
- Vorstellungen im Musiktheater, Schauspiel und Konzert

## DomplatzOpenAir

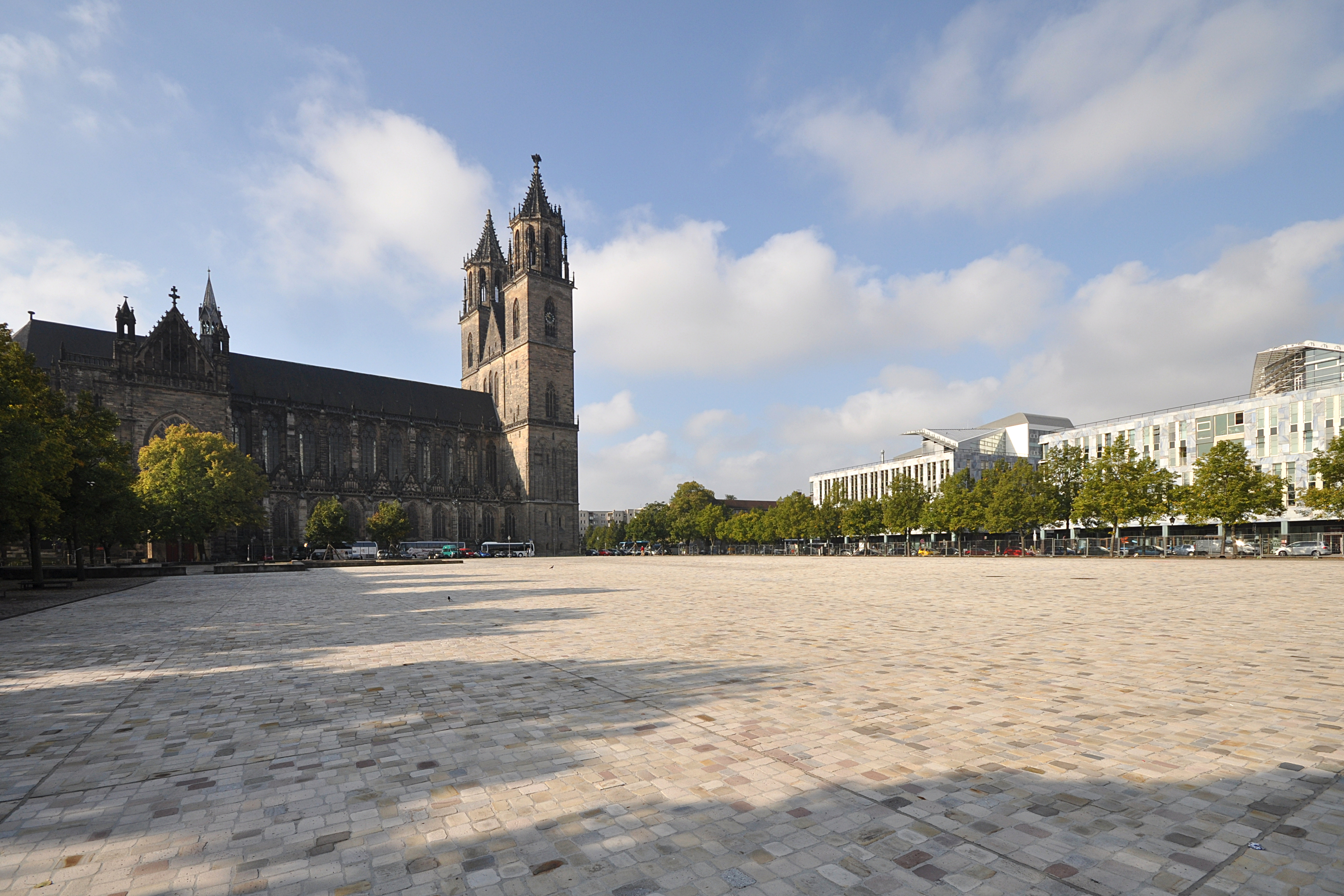
Der Domplatz

Im Rahmen des jährlich stattfindenden Sommertheaters DomplatzOpenAir wird ein Stück auf dem Domplatz, vor dem Magdeburger Dom inszeniert.
Dieses Freiluft-Spektakel geht auf die von den Freien Kammerspielen inszenierten SommerNächte zurück. Nach der Fusion der Freien Kammerspiele mit dem Theater der Landeshauptstadt entschied man sich für zwei Sommertheater, dieses des Opernhauses auf der Seebühne im Elbauenpark Magdeburg und jenes des Schauspielhauses auf dem Domplatz. In der Spielzeit 2007/2008 hingegen fand erstmals ein spartenübergreifendes Sommertheater nun unter dem Titel „DomplatzOpenAir“ statt. Seitdem werden vor allem Musicals zur Aufführung gebracht. Im Sommer 2012 wurde der Domplatz umfassend umgebaut; daher musste die als Freiluftinszenierung geplante Aufführung von Carmina Burana ins Opernhaus verlegt werden.
Kritik gibt es daran, dass das Theater für das drei Wochen laufende Open Air den Domplatz und die darauf installierten Wasserspiele über Monate, von Mai bis Juli blockiert. Das Schwarzbuch der Steuerzahler schrieb dazu „Die rund 270.000 Euro teure Wasserkunst konnten die Bürger der Stadt und ihre Gäste nur ganze sieben Tage bewundern. (...) Das Theater Magdeburg (...) stand Ende April scharrend in den Startlöchern für den sehr aufwändigen Aufbau der Spielstätte.“
Die Nutzung des Domplatzes ist bis 2021 vereinbart. Wegen der Kritik an der monatelangen Sperrung des Domplatzes und der darauf befindlichen Wasserspiele und wegen der Beeinträchtigung des touristisch wichtigen Blicks auf den Dom durch Bauzäune gibt es Überlegungen, den Spielort des Sommertheaters auf eine Fläche zwischen Hyparschale und Stadthalle zu verlegen, von der aus ebenfalls der Blick auf den Dom möglich ist.
Die bisherigen Inszenierungen des DomplatzOpenAir sind in der Liste der Inszenierungen des Theaters Magdeburg aufgeführt.